# 楽法寺
楽法寺（らくほうじ）は、茨城県桜川市本木にある真言宗豊山派の寺院。山号は雨引山。雨引山中腹に位置しており雨引観音とも称される。本尊は観世音菩薩（寺伝 延命観世音菩薩）。坂東三十三観音第24番札所、東国花の寺百ヶ寺茨城6番札所である。
本尊真言：おん あろりきゃ そわか
ご詠歌：へだてなき誓をたれも仰ぐべし 佛の道に雨引の寺

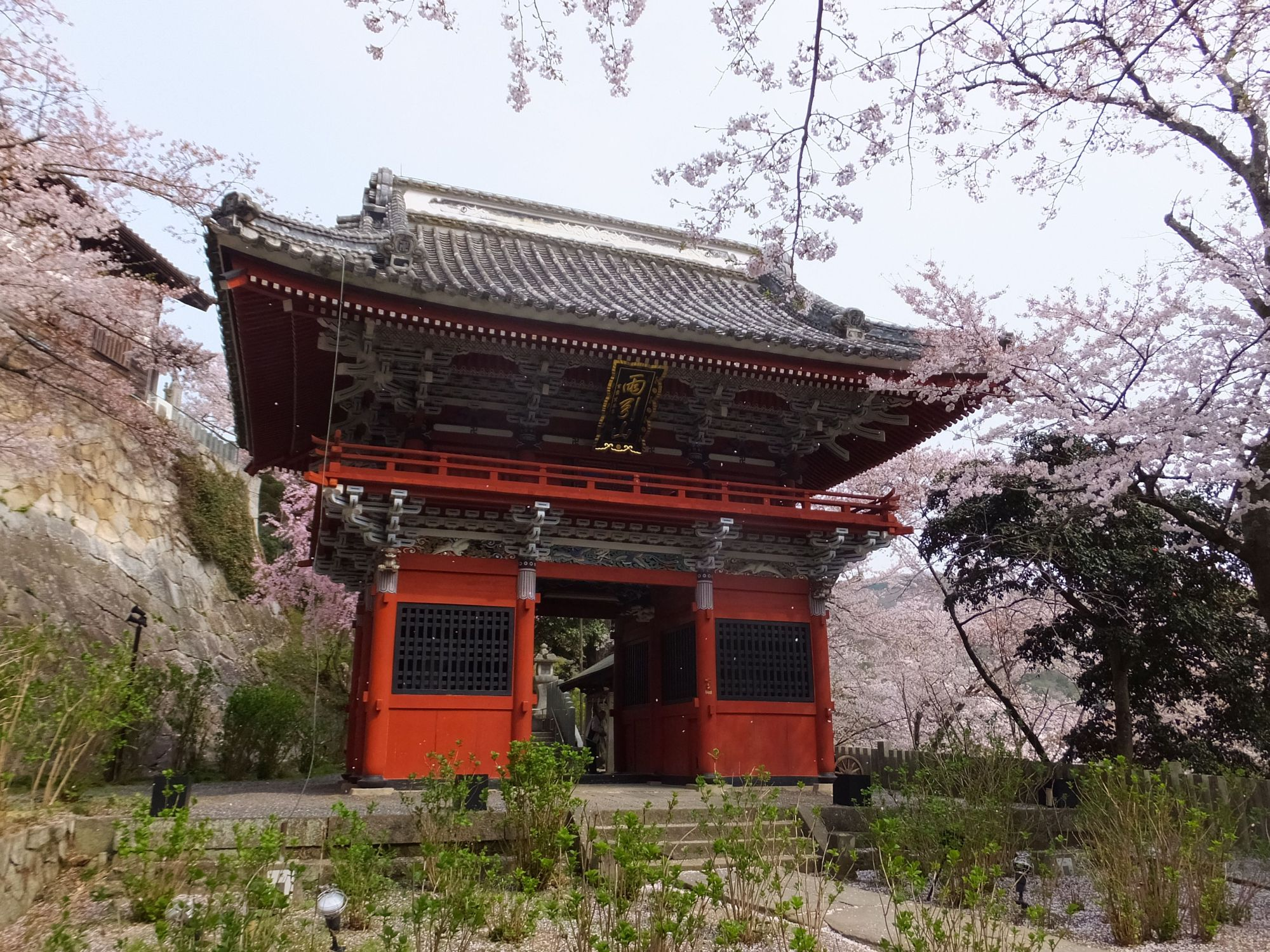
仁王門

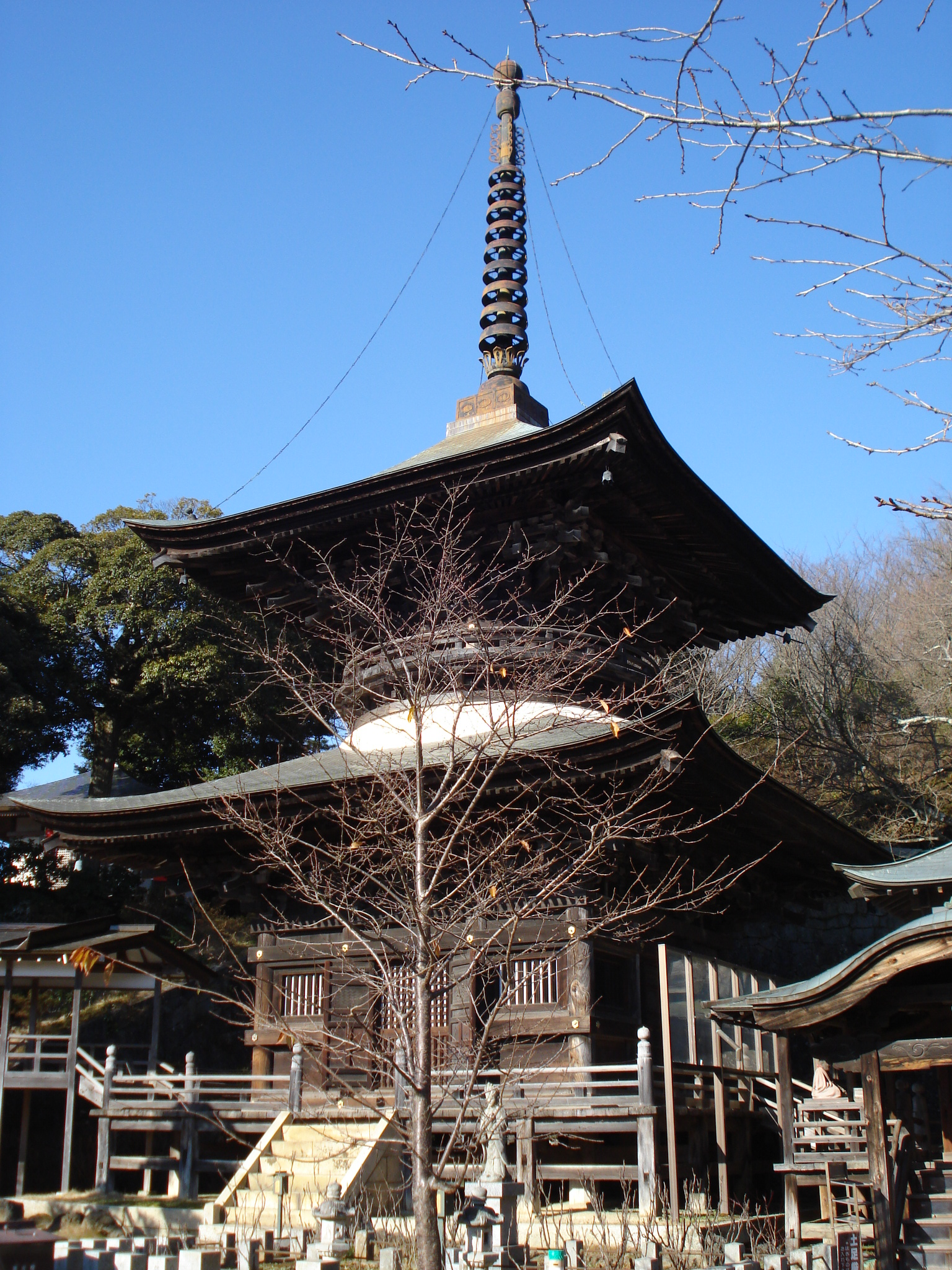
多宝塔

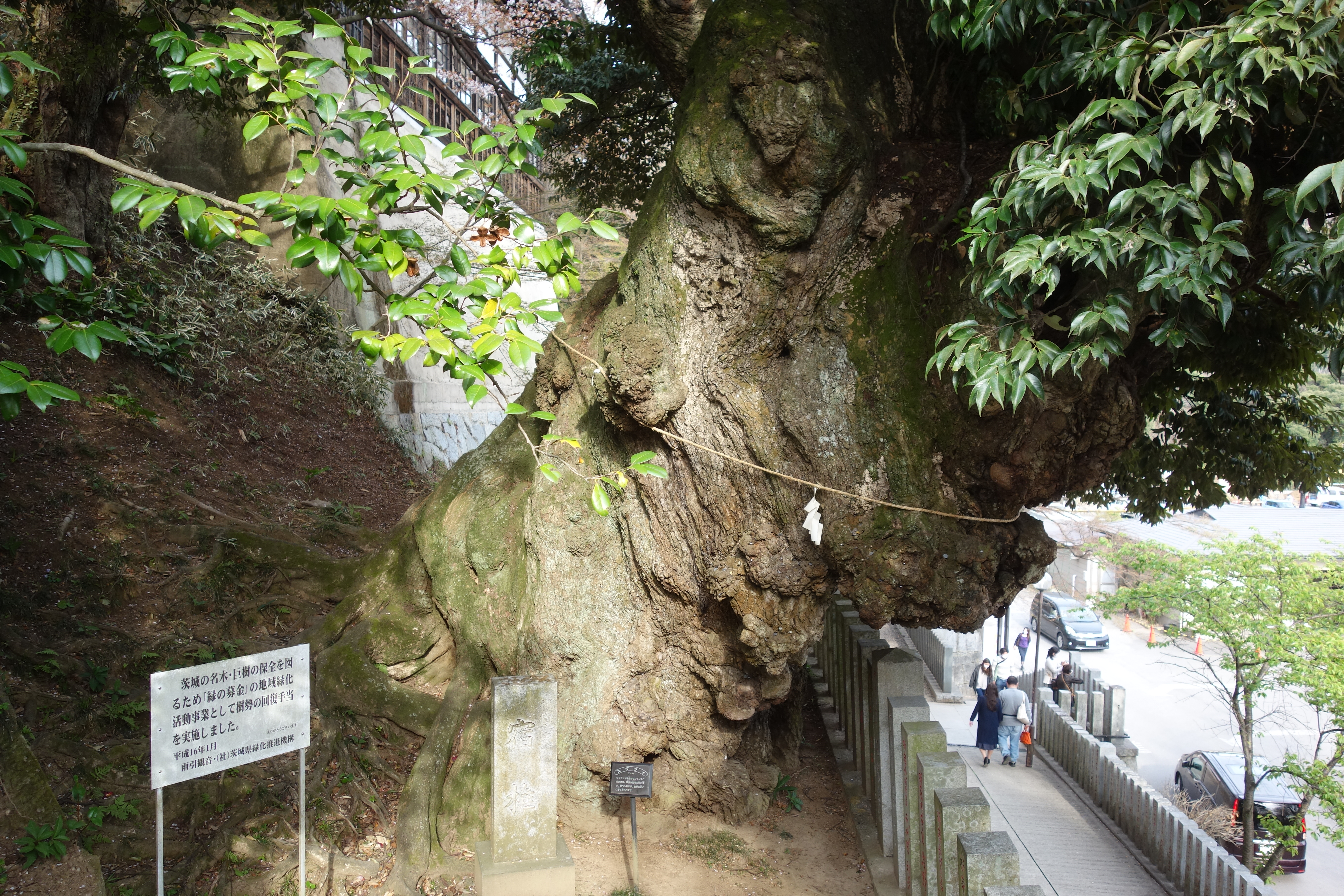
雨引観音の宿椎

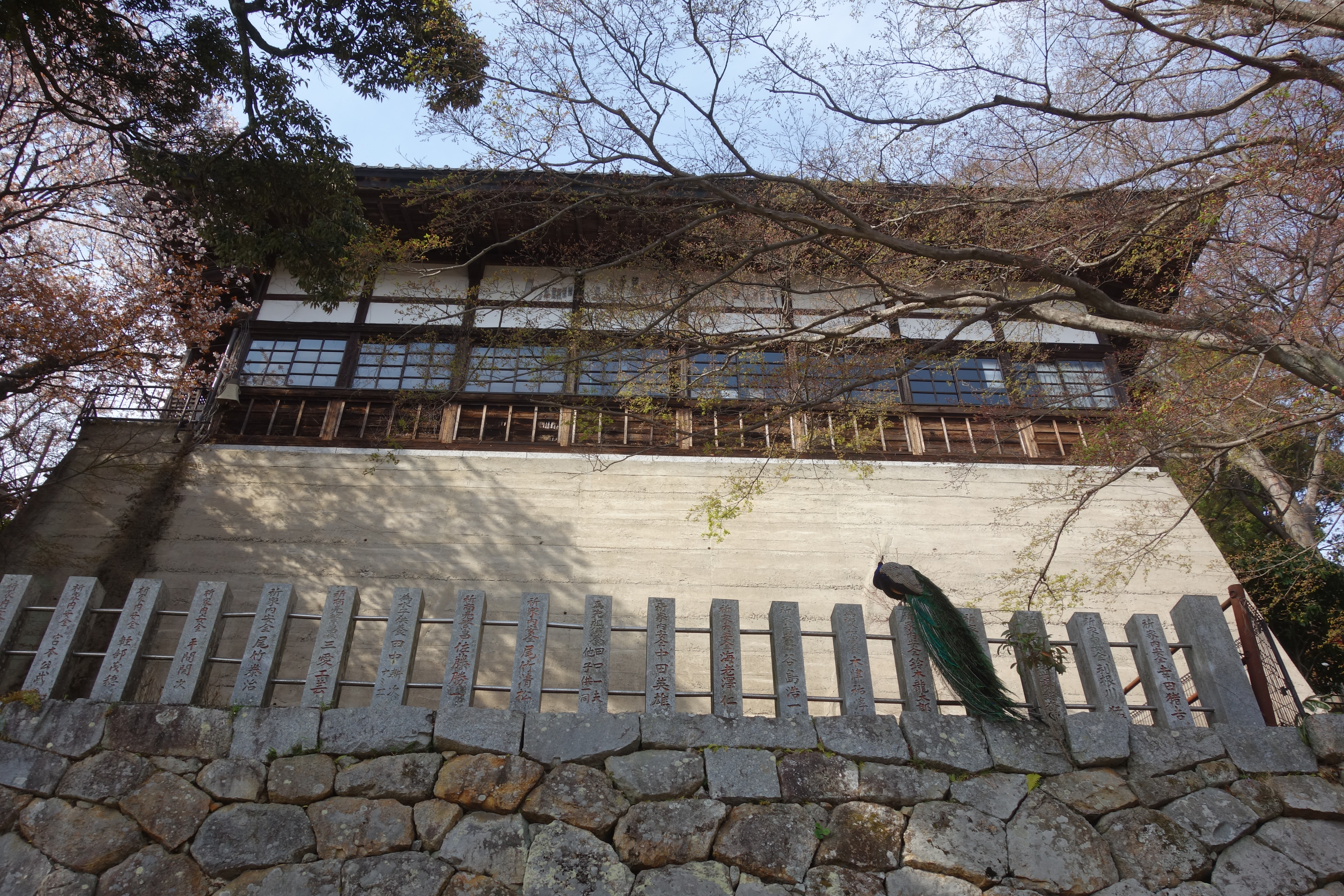
雨引観音の孔雀

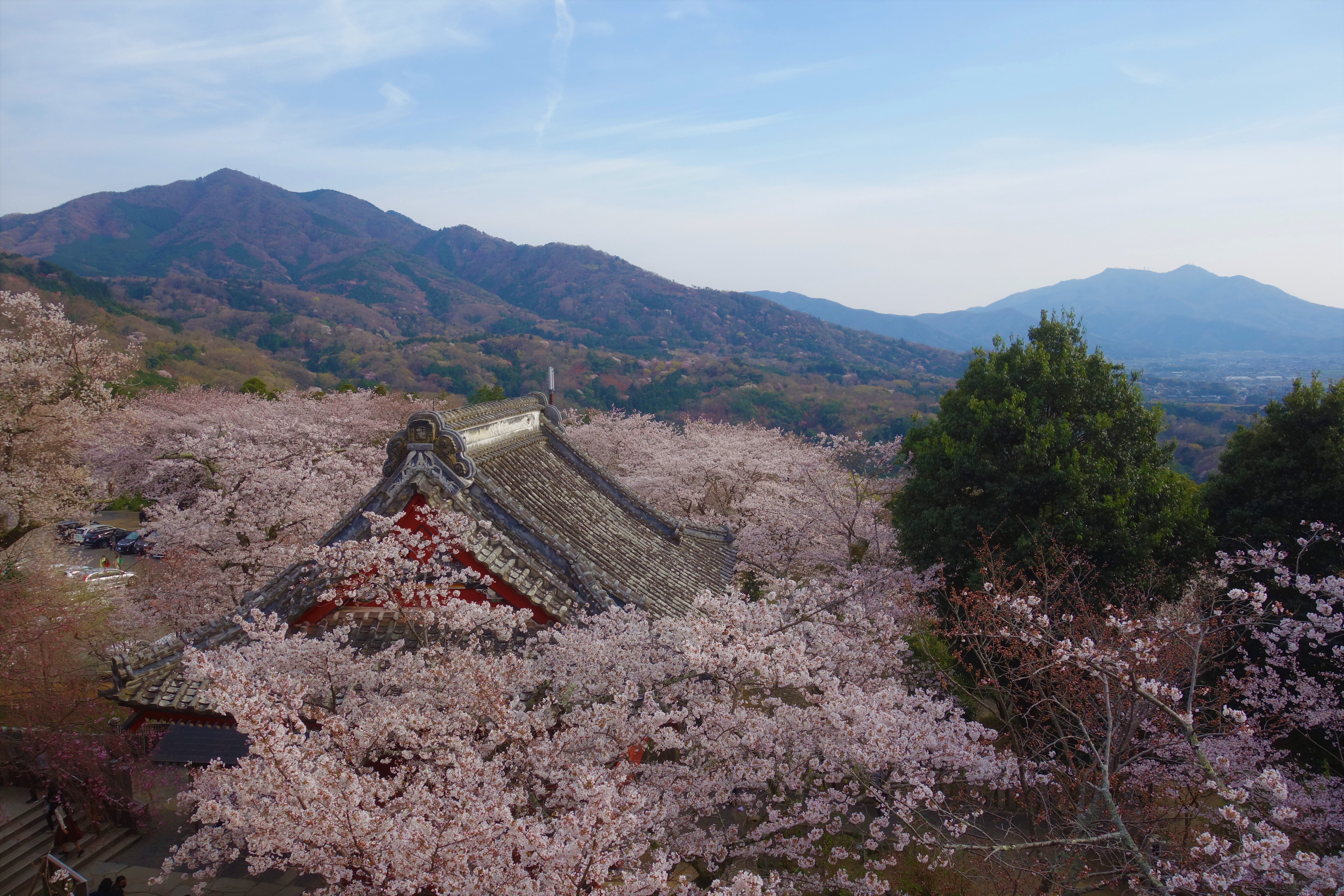
雨引観音から加波山と筑波山

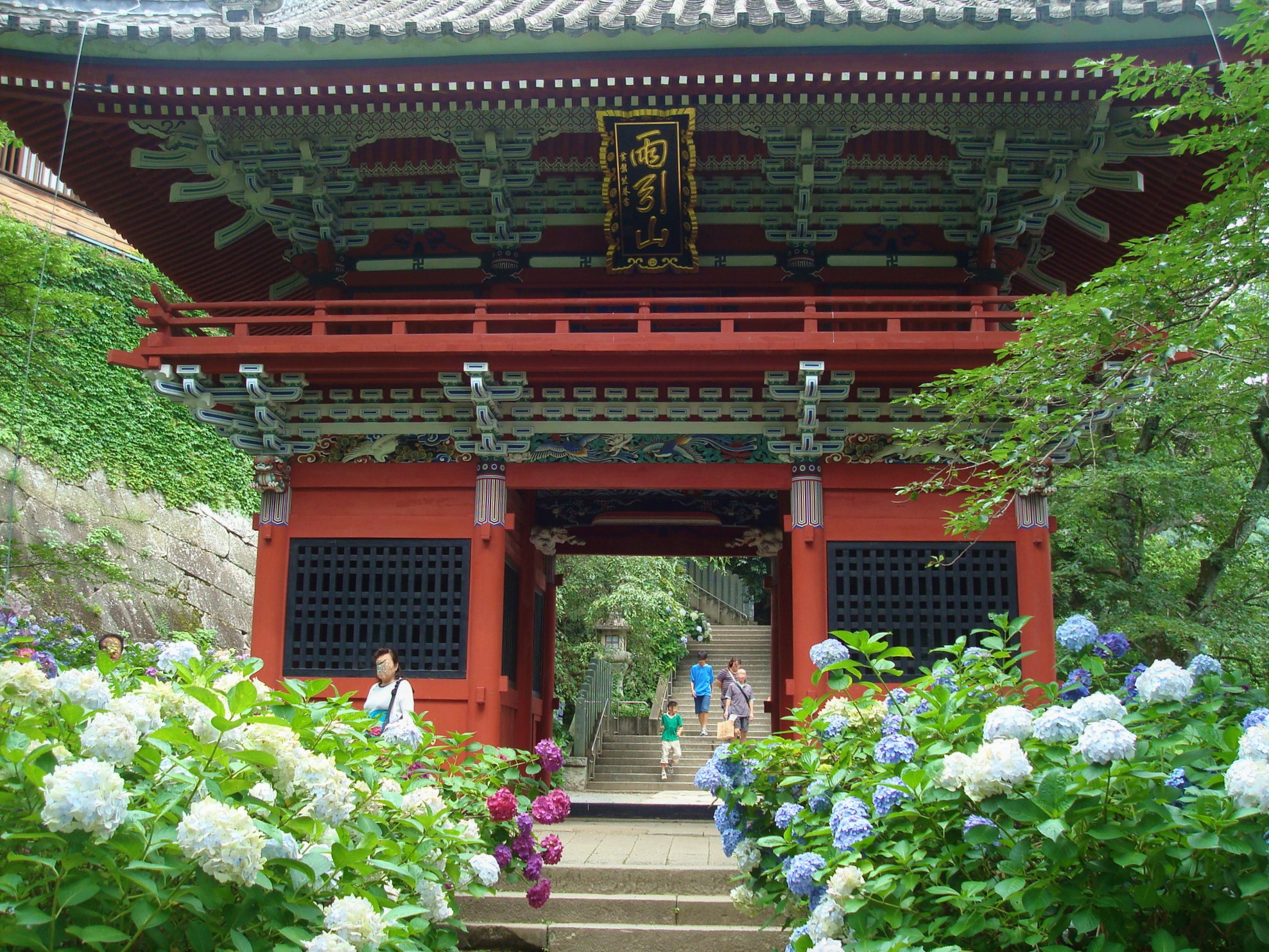
紫陽花に彩られた仁王門

## 沿革
寺伝によれば、587年（用明天皇2年）、中国（梁）出身の法輪独守居士によって創建されたという。山号寺名は旱魃時の雨乞いに霊験があったとして嵯峨天皇から勅命により賜ったとされる。1254年（建長6年）宗尊親王により再興され、さらに建武年間（1334 - 1338年）、足利尊氏により再興されたという。

## 文化財

### 重要文化財（国指定）
- 木造観世音菩薩立像 - 寺伝延命観音。平安時代前期。八臂（8本の手）を有する、図像的に特異な観音像である。秘仏で、4月第一日曜に開扉される。2014年には1月1日〜12月31日の1年間、午年特別開帳が行われる。
  - 附：木造観世音菩薩立像（前立ち尊）

### 茨城県指定有形文化財
- 本堂
- 仁王門
- 東照山王社殿（附棟札2枚）
- 多宝塔（附棟札1枚）
- 絹本著色 愛染明王画像（絵画）
- 絹本著色 弁財天画像（絵画）
- 絹本著色 十一面観音画像（絵画）
- 木造 不動明王立像（彫刻）
- 五鈷杵（工芸品）
- 大般若経（書跡）

### その他
- 薬医門（旧真壁城から移築）

## 所在地・交通
所在地
- 茨城県桜川市本木1

交通
- 水戸線（JR東日本）岩瀬駅から、桜川市バス筑波山口行にて、平日は「本木」下車徒歩30分。土・休日は「雨引観音」下車。
- 北関東自動車道 桜川筑西ICから約15分（約8km）

## 前後の札所
坂東三十三観音
23 正福寺　-　24 楽法寺　-　25 大御堂
関東八十八箇所
36 阿弥陀院（石岡市）　-　特別 楽法寺　-　37 大輪寺（結城市）
東国花の寺百ヶ寺
茨城5 如意輪寺　-　茨城6 楽法寺　-　茨城7 千妙寺